# Licencja do holowania statków powietrznych

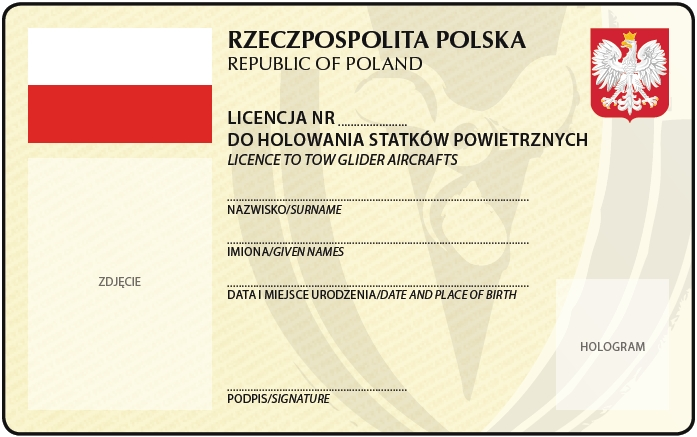
awers licencji z 2013 roku

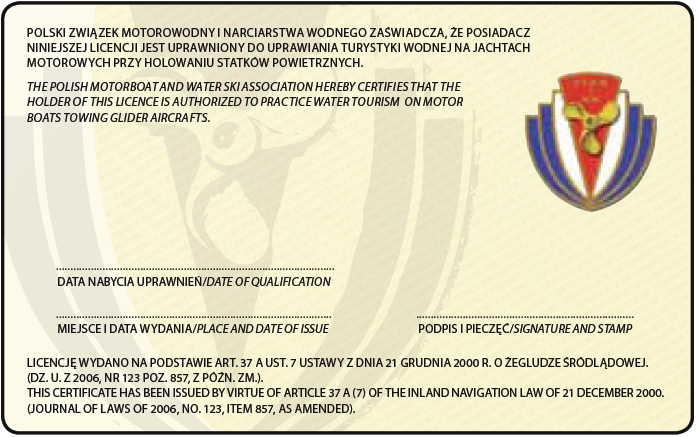
rewers licencji z 2013 roku.

Licencja do holowania statków powietrznych – polski państwowy dokument wymagany do holowania statków powietrznych przez jednostkę pływającą. Prócz licencji osoba prowadząca jednostkę holującą musi posiadać odpowiedni patent (kapitana motorowodnego, motorowodnego sternika morskiego lub sternika motorowodnego)
Licencję wydaje Polski Związek Motorowodny i Narciarstwa Wodnego.

## Wymagania
- ukończenie 18. roku życia
- zdanie egzaminu z wymaganej wiedzy i umiejętności

## Uprawnienia
- holowanie statków powietrznych

## Podstawa prawna
- Rozporządzenie Ministra Sportu i Turystyki z 9 kwietnia 2013 r. w sprawie uprawiania turystyki wodnej (Dz.U. z 2013 r. poz. 460)